# Llengua kãkwã
La llengua kãkwã o cacua és parlat pels Kãkwã al Vaupés, entre els rius Querarí i Papurí. És una llengua tonal, de la família makú, estretament relacionada amb el nukak.

## Característiques gramaticals
La sintaxi és relativament simple i directa i l'ordre preferit de l'oració és subjecte-objecte-verb SOV, encara que sovint es permeten ordres alternatius. La paraula consta d'arrels, mínim una, més elements addicionals com una gran quantitat de afixs. La morfologia de Kakua és molt fixa, la majoria dels afixs són sufixs derivacionales i flexius, i altres formatius. Els prefixs es produeixen només en la frase verbal i el seu número és molt de menor que el dels sufixos. La morfologia del verb és molt més complexa que la dels substantius, tant quant a la inflexió com a la derivació.
Els morfemes es poden dividir en lliures i lligats. Els lliures són arrels monomorfemicas, que poden representar substantius, adjectius, adverbis o partícules. Les arrels verbals requereixen com a regla general estar lligades i no poden ocórrer com a morfemes lliures. Hi ha tres tipus de morfemes lligats: les arrels, els afixos i els clítics, que es registren com una paraula separada, però que en realitat són part de la paraula anterior o següent.
La incorporació nominal fa possible tenir una oració en una paraula: [ʔã-pî-tak-p↓ɨd-ʍ↓ɨb-beh-ep-ta-yɨ?-bě] = "ell va donar la volta i va tornar i jo ho vaig veure".

## Fonologia

### Vocals
Té sis vocals (alta anterior tancada, alta central no arrodonida, posterior alta arrodonida, mitjana anterior tancada, posterior mitjana arrodonida i central baixa).
| Vocal    | Anteriors | Centrals | Posteriore |
| Tancades | i         | ɨ        | u          |
| Mitjanes | e         |          | o          |
| Obertes  |           | a        |            |

Totes aquestes vocals orals tenen una contrapart nasal: ĩ, ɨ̃, ũ, ẽ, õ, ã.

### Consonants
Katherine Bolaños presenta els següents fonemas consonàntics del kãkwã.
| Consonant                 | labial | alveolar | palatal | velar | glotal |
| oclusives sordes          | p      | t        |         | k     | ʔ      |
| africades sordes          |        |          | ʧ       |       |        |
| oclusives sonores         | b      | d        |         | ɡ     |        |
| oclusives glotalitzades   | (bʼ)   | (dʼ)     |         | (ɡʼ)  |        |
| fricatives sordes         | fʷ     |          |         |       | h      |
| lateral                   |        | l        |         |       |        |
| aproximants               | w      |          | j       |       |        |
| aproximants glotalitzades | (wʼ)   |          | (jʼ)    |       |        |

Marylin Cathcart en la seva anàlisi no va considerar les cinc consonants glotalizadas com a fonemes, sinó que les va analitzar com a seqüències consonàntiques amb l'oclusiva glotal /ʔ/, que ocorren només en posició final de la síl·laba.
[ʧ] en Wacará, és [ʦ] a Pueblo Nuevo. La lateral /l/ entre dos vocals varia lliurement amb la vibrant simple [ɾ] i mai esdevé al final del morfema.
La fricativa labialitzada sorda /fʷ/ només apareix en posició inicial ([fiʔ̃̌])= "nostre") i varia lliurement amb [f] i [ɸ], i sembla haver substituït a la aproximant bilabial-velar sorda /ʍ/ ([ʰw]), registrada el 1979 per Cathcart (/ʍiʔ̃̌/= "nostre"). Podem veure els canvis d'aquest fono ʍ:
|                    | Cacua 1979 | Kãkwã 2016 | Nɨkãk    |
| "Nosaltres"        | ʍît        | fʷît       | wît      |
| prefix verbal 1PL- | ʍiʔ̃̌-       | fĩ-        | hi-      |
| "Nostre"           | ʍîʔ        | fĩʔ̃̌        | wĩʔ / hi |

### Nasalització
La nasalització és una propietat prosòdica del morfema que afecta a tots els seus segments, excepte les oclusives sordes i el lliscament glotalizado en posició inicial. Les oclusives sonores /b/, /d/, /g/ es realitzen com a nasals [m], [n, [ŋ] en ambient nasal amb vocal nasal, prenasalitzades al començament de la paraula i postnasalitzada al final de paraula; i la aproximante /j/ es realitza com a nasal [ɲ] en ambient nasal, es realitza com a palatal sonora [ʤ] a l'inici de segments orals. Cinc sufixos es nasalizan quan estan lligats a segments nasals, mentre que uns altres tenen sempre un caràcter oral o nasal.

### To
El to és una altra característica suprasegmental amb caràcter fonètic. El kãkwã registra tres tons contrastants: ascendent /ě/, descendent /ê/ i baix /è/. El to alt [é] és una realització en síl·labes tancades en segments bisíl·labs del to descendent, per exemple en /HLhagap/ [hágàp̚] ("aranya"), o de l'ascendent, per exemple /LHjegeʔ/ [nʤègéʔ].